# چقانرگس
دهستان روستایی در استان کرمانشاه، از توابع بخش ماهیدشت معروف به تپه چغا مربوط به دوران پیش از تاریخ ایران باستان است و در شهرستان کرمانشاه، جلگه ماهیدشت (۱۲ کیلومتری غرب ماهیدشت) واقع شده و این اثر (تپه چقا) در تاریخ ۱۹ تیر ۱۳۴۸ با شمارهٔ ثبت ۸۶۳ به عنوان یکی از آثار ملی ایران به ثبت رسیده‌است.
دالان‌های چند طبقه در زیر تپه و در دل زمین از شگفتی‌های دست ساخت بشر ماقبل تاریخ در این تپه است.
مردم این دهستان به کار دامپروری و کشاورزی مشغول هستند و شیعه مذهب بوده و از عشایر غیور ایل کلهر نیز می‌باشند.  تپه چقا، روستایی از توابع بخش ماهیدشت شهرستان کرمانشاه در استان کرمانشاه ایران است.

## جمعیت
جمعیت این روستا بر پایه سرشماری مرکز آمار ایران در سال ۱۳۸۵، جمعیت آن ۷۷۱ نفر (۱۵۷خانوار) بوده‌است.